# فونک
فونک (به انگلیسی: Phonk) یک سبک موسیقی زیرشاخه از هیپ هاپ و ترپ می‌باشد که مستقیماً از رپ ممفیس دههٔ ۱۹۹۰ الهام گرفته شده‌است. اصطلاح «فونک» توسط رپر اسپیس‌گوست‌پورپ در اوایل دههٔ ۲۰۱۰ ایجاد و رایج شد. از ویژگی این سبک می‌توان به آوازهایی از نوارهای رپ قدیمی ممفیس و نمونه‌هایی از هیپ هاپ اوایل دههٔ ۱۹۹۰ و نیز صداهای کاوبل که شبیه به ماشین درام رولند تی‌آر-۸۰۸ هستند، اشاره نمود. این ژانر از تکنیک‌های نمونه‌گری شده و تغییر یافته نشأت می‌گیرد.

## دریفت فونک
دریفت فونک، زیرشاخه‌ای از فونک، در اواخر دهه ۲۰۱۰ در روسیه ظهور کرد. مشخصه آن استفاده از بیس بالا، Cowbell و صداهای Distort شده است، که متن موسیقی را اغلب غیرقابل تشخیص می‌کند. آهنگ‌های دریفت فونک Tempo بیشتری نسبت به آهنگ‌های فونک معمولی دارند. موسیقی دریفت فونک اغلب در ویدیوهای مربوط به موضوعات وزنه برداری، دریفت، فوتبال، انیمه، ورزش های رزمی، و اتومبیل رانی خیابانی استفاده می شود. این ژانر به سرعت از طریق برنامه تیک تاک در سال ۲۰۲۰ مورد توجه قرار گرفت. بسیاری از تولیدکنندگان برجسته دریفت فونک از بلاروس، روسیه، اوکراین و دیگر کشورهای اتحاد جماهیر شوروی سابق در اروپای مرکزی و شرقی می آیند. یکی از اولین آهنگ ها در این سبک Scary Gary نام دارد که در سال ۲۰۱۶ توسط Kaito Shoma منتشر شد.  
به دنبال افزایش محبوبیت این ژانر، اسپاتیفای پلی لیست رسمی خود را در ماه می ۲۰۲۱ متشر کرد که تقریباً منحصراً از آهنگ‌های دریفت فونک و فانک برزیلی تشکیل شده بود. دریفت فونک (Drift Phonk) اغلب با فانک برزیلی (Brazilian Funk) اشتباه گرفته می شود، درحالی که این دو ژانرهای کاملا متفاوت موسیقی هستند. 